# Leinier Domínguez
Leinier Domínguez Pérez (L'Avana, 23 settembre 1983) è uno scacchista cubano dal 2018 giocatore per la Federazione statunitense, Grande maestro.
È stato (fino al dicembre 2018 in cui è passato agli USA) il più forte giocatore cubano. Ha vinto per cinque volte il campionato di Cuba nel 2002, 2003, 2006, 2012 e 2016.
Nel campionato del mondo FIDE del 2004 di Tripoli (vinto da Rustam Qosimjonov) ha raggiunto i quarti di finale, perdendo contro Teymur Rəcəbov nello spareggio.
Ha partecipato con Cuba a nove olimpiadi degli scacchi dal 2000 al 2016 (in 1ª scacchiera nel 2004, 2008, 2010, 2012, 2014 e 2016) vincendo la medaglia d'argento in prima scacchiera a Baku 2016, in totale ha vinto 38 partite, pareggiate 50 e perse 9.
Ha raggiunto il più alto rating FIDE nel maggio 2014, con 2768 punti Elo, 1º a Cuba e 10º al mondo .

## Principali risultati
- 2006 :  1º posto a Barcellona, davanti a Vasyl' Ivančuk, con 8/9 e una performance Elo di 2932 punti.

- 2008 : vince il 43° Capablanca Memorial a L'Avana e nel torneo di Biel è arrivato primo a pari punti con Evgenij Alekseev, davanti a Magnus Carlsen, ma Alekseev ha vinto il torneo per spareggio tecnico; a novembre ha vinto il campionato del mondo lampo di Almaty in Kazakistan con 11,5 su 15, davanti a Vasyl' Ivančuk, Pëtr Svidler, Aleksandr Griščuk e molti altri grandi maestri.

- 2013 : vince la tappa di Salonicco del FIDE Grand Prix 2012-2013.

- 2016 : in settembre vince la medaglia d'argento individuale alle Olimpiadi scacchistiche con la squadra di Cuba; ha giocato in prima scacchiera e ottenuto 7.5 punti.

- 2019 : in marzo a Saint Louis ottiene, alla sua prima partecipazione nel campionato statunitense, il secondo posto a pari merito con Fabiano Caruana, superato di mezzo punto da Hikaru Nakamura.[5] In maggio vince il Campionato russo a squadre con il team del Miedny Vsadnik di San Pietroburgo.[6] In luglio vince il Torneo di Dortmund con il punteggio di 4,5 su 7.[7]

- 2022 : in ottobre arriva terzo al campionato statunitense, con 7,5 punti su 13, preceduto di mezzo punto da Ray Robson e di un punto da Fabiano Caruana, laureatosi campione.[8]

- 2023 : in ottobre arriva ancora terzo nel campionato statunitense, con 6,5 punti su 11, preceduto da Fabiano Caruana laureatosi campione e a pari punti con Wesley So, ma superato per spareggio tecnico .[9]